# University of Chicago Press
University of Chicago Press – największe amerykańskie wydawnictwo akademickie, należące do Uniwersytetu Chicagowskiego, znane z publikowania poradnika na temat stylu pisanego języka angielskiego, The Chicago Manual of Style.
Wydaje szereg czasopism naukowych oraz książki w szerokim zakresie dyscyplin: od krytyki literackiej i opracowań literatury, przez antropologię i ekonomię, do astrofizyki i filozofii.
Jednym z jego quasi-niezależnych przedsięwzięć jest BiblioVault, cyfrowe repozytorium naukowych monografii.